# Nikolai Iwanowitsch Kokscharow

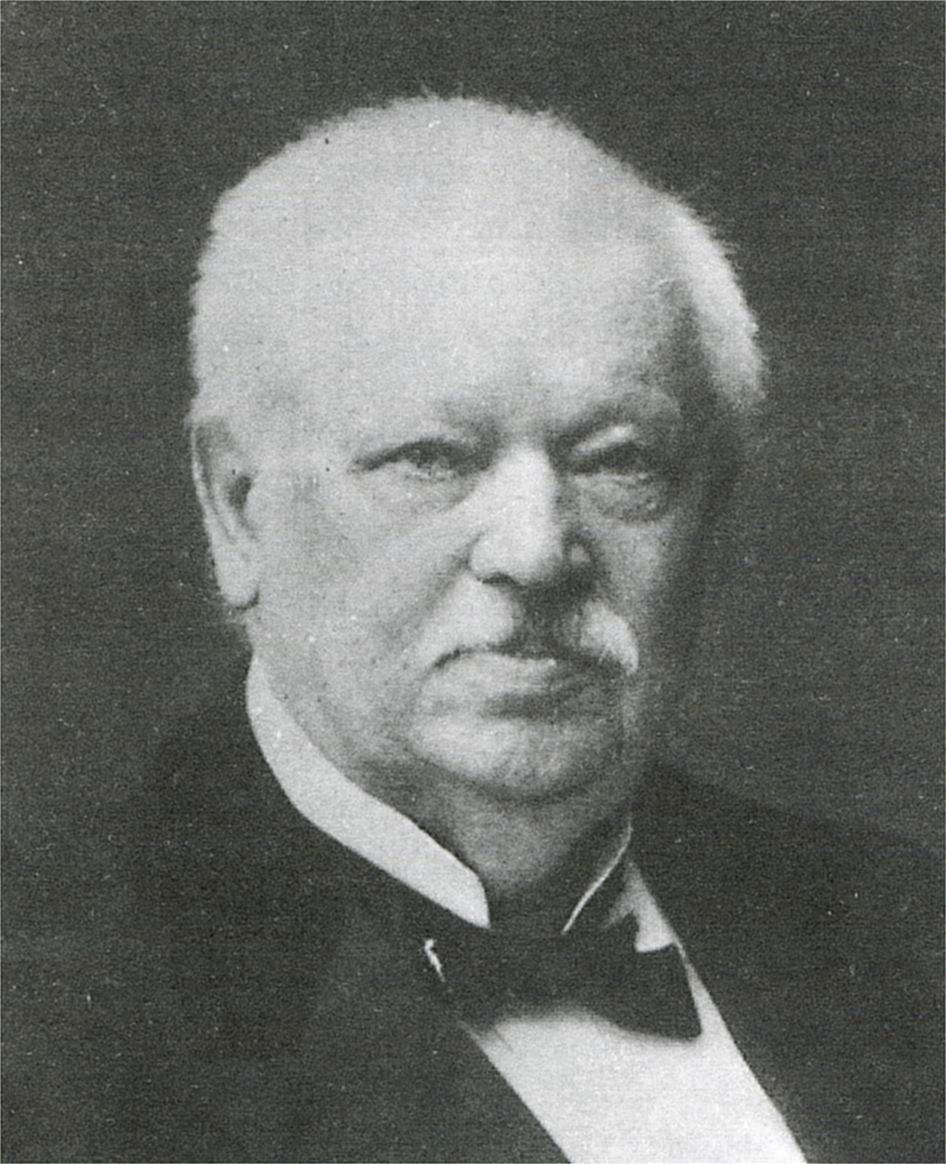
Nikolai Kokscharow

Nikolai Iwanowitsch Kokscharow, russisch Николай Иванович Кокшаров, (auch Nikolai von Kokscharow), (* 5. Dezember 1818 in Ust-Kamenogorsk; † 2. Januar 1893 in Sankt Petersburg) war ein russischer Mineraloge und Generalmajor in der russischen Armee.

## Leben
Kokscharow stammte aus einer Familie von Bergbauingenieuren und studierte ab 1830 an der Sankt Petersburger Bergbauakademie, die damals eine Militärschule war. Als herausragender Student begleitete er ab 1840 Roderick Murchison und Edouard de Verneuil und danach Alexander Graf Keyserling (1840/41) auf Expeditionen zur geologischen Erkundung des russischen Reichs. Daraus entstand sein Interesse für Mineralogie. Er besuchte Mineralogen in Europa (William Hallowes Miller, Gustav Rose, Christian Samuel Weiss). Ab 1845 war er Professor und 1872 bis 1881 war er Direktor des Bergbauinstituts in St. Petersburg.
Er veröffentlichte vor allem über Mineralien aus dem russischen Reich. Ihm wird die Entdeckung des Seraphinit zugeschrieben, einer Form von Klinochlor.
1865 bis 1892 war er Direktor der Kaiserlichen Mineralogischen Gesellschaft in St. Petersburg. Er war seit 1858 außerordentliches und seit 1866 ordentliches Mitglied der Kaiserlichen Akademie der Wissenschaften in St. Petersburg. Am 25. Dezember 1867 wurde er mit dem Beinamen T. L. Augustin Mitglied der Leopoldina. 1874 wurde er als korrespondierendes Mitglied in die Académie des sciences in Paris aufgenommen. 1879 wurde er auswärtiges Mitglied der Königlich Dänischen Akademie der Wissenschaften und 1887 korrespondierendes Mitglied der Preußischen Akademie der Wissenschaften. Der Berg Gora Koksharova in der Antarktis trägt seinen Namen.

## Auszeichnungen
- 1856: Kaiserlicher und königlicher Orden vom Heiligen Stanislaus, II. Klasse
- 1858: Kaiserlicher und königlicher Orden vom Heiligen Stanislaus, II. Klasse mit Kaiserkrone
- 1863: Russischer Orden der Heiligen Anna, II. Klasse (damit verbunden war die Erhebung in den persönlichen Adelsstand)
- 1863: Orden des Heiligen Wladimir, IV. Klasse (damit verbunden war die Erhebung in den erblichen Adelsstand)
- 1864: Russischer Orden der Heiligen Anna, II. Klasse mit Kaiserkrone
- 1870: Orden des Heiligen Wladimir, III. Klasse
- 1873: Kaiserlicher und königlicher Orden vom Heiligen Stanislaus, I. Klasse
- 1876: Russischer Orden der Heiligen Anna, I. Klasse
- 1880: Orden des Heiligen Wladimir, II. Klasse
- 1886: Kaiserlich-Königlicher Orden vom Weißen Adler
- 1889: Kaiserlicher Orden des Heiligen und Rechtgläubigen Großfürsten Alexander Newski mit Brillanten
- 1891: Abzeichen des Alexander-Newski-Orden
- Weitere verschiedenen ausländische Auszeichnungen

## Ehrungen
Das Mineral Koksharovit ist nach ihm benannt.

## Schriften
- Russische Mineralogie (russisch). 5 Bände. Sankt Petersburg 1852–1866
- Materialien zur Mineralogie Russlands (deutsch). 11 Bände. Sankt Petersburg 1853 bis 1891
- Vorlesungen über Mineralogie. Band 1. Sankt Petersburg 1865 (deutsche Übersetzung der russischen Ausgabe von 1863)